# Hubert Christian Ehalt

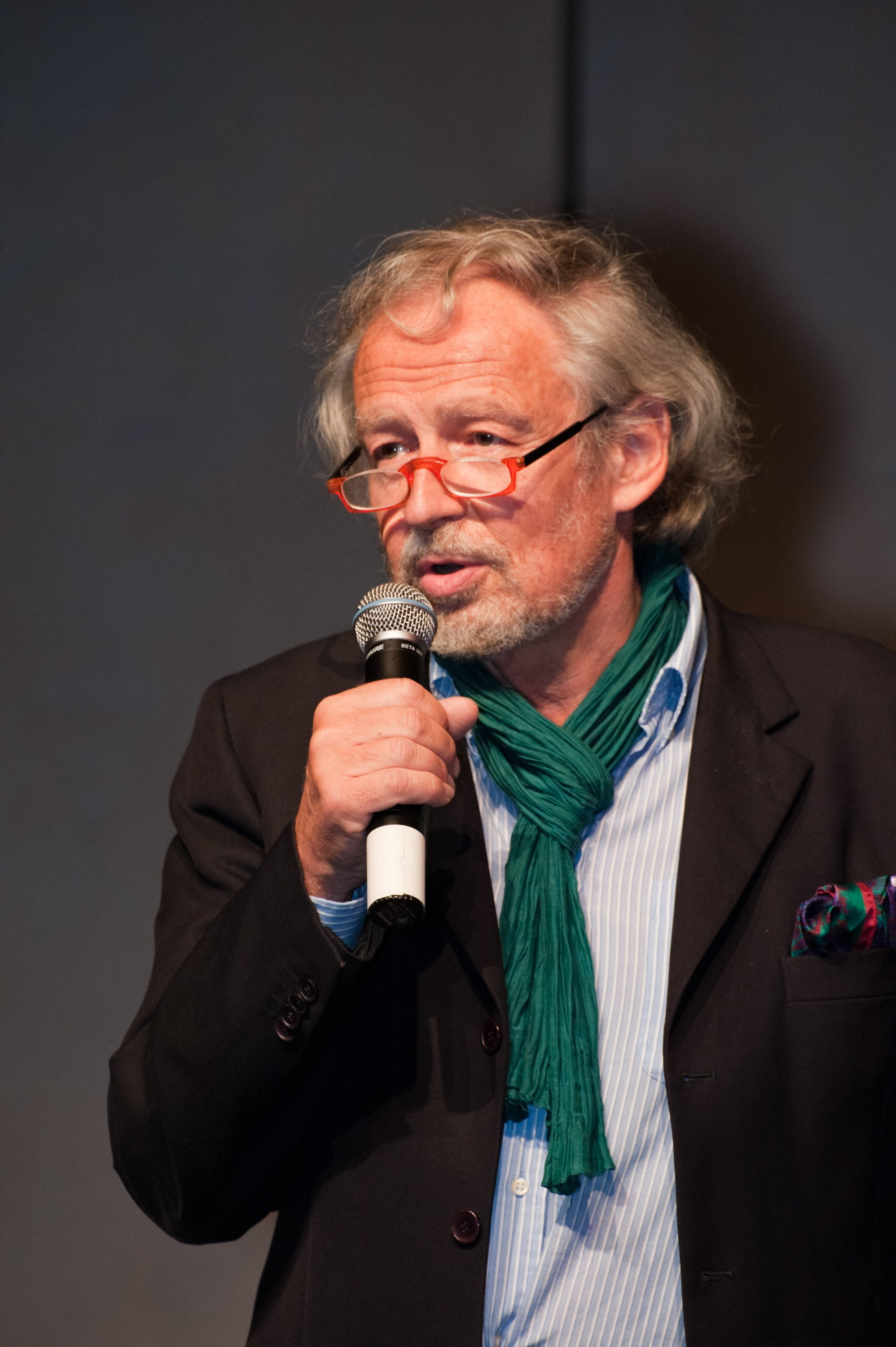
Hubert Christian Ehalt (2010)

Hubert Christian Ehalt (* 18. Mai 1949 in Wien; † 27. Dezember 2023 ebenda) war ein österreichischer Historiker und Anthropologe. Er war Privatdozent für Sozialgeschichte der Neuzeit an der Universität Wien, war bis 2017 Wissenschaftsreferent der Stadt Wien und Koordinator der Wiener Vorlesungen, war Generalsekretär von fünf städtischen Wissenschaftsförderungsfonds, Präsident der Gesellschaft der Freunde der ÖAW und Ehrenmitglied der Österreichischen Akademie der Wissenschaften, Honorarprofessor an der Universität für angewandte Kunst Wien und der Technischen Universität Wien sowie Träger des Berufstitels Universitätsprofessor und des französischen ritterlichen Ordens Chevalier des Arts et des Lettres (dt. Ritter der Künste und der Literatur).

## Leben
Nach der Matura am BGRG 8 Albertgasse studierte Hubert Christian Ehalt Malerei, Geschichte, Kunstgeschichte, Soziologie, Philosophie, Psychologie und Pädagogik in Wien (Dr. phil.) und habilitierte sich für Sozialgeschichte der Neuzeit an der Universität Wien. Er war seit 1980 Lehrbeauftragter, Universitätsdozent, Universitätsprofessor und Gastprofessor an österreichischen Universitäten.
1984 bis 2017 war er Wissenschaftsreferent der Stadt Wien. In dieser Funktion war er verantwortlich für die Förderung von Wissenschaft und Forschung, für die Förderung der Wissens- und Wissenschaftsstadt Wien, für den Wissenstransfer zwischen der Stadt Wien und den in Wien situierten Universitäten, Fachhochschulen und Forschungsgesellschaften sowie für die Vernetzung und Verbindung wissenschaftlicher und urbaner Öffentlichkeit. Er war Generalsekretär, Vorstands- und Kuratoriumsmitglied von sechs städtischen Wissenschaftsförderungsfonds und -stiftungen und war von 1987 bis 2017 Planer und Koordinator der Wiener Vorlesungen. 2008 wurden die Wiener Vorlesungen in der Zeitschrift Die Österreichische Volkshochschule von Wilhelm Filla als Beste Volksuniversität der Welt gewürdigt. 1996 wurde Ehalt zudem mit der Leitung des Ludwig-Boltzmann-Institutes für historische Anthropologie (seit 1. Januar 2006 Institut für historische Anthropologie) betraut.
Er starb am 27. Dezember 2023 im 75. Lebensjahr. Sein Grab befindet sich auf dem Friedhof Mauer in Wien-Liesing.

## Forschungsschwerpunkte
Die Forschungsschwerpunkte von Ehalt lagen u. a. in den Bereichen der Sozial- und Mentalitätsgeschichte Wiens in der Neuzeit mit besonderer Berücksichtigung der Wissens-, Bildungs- und Wissenschaftsgeschichte, Kultur-, Zivilisations- und Alltagsgeschichte (18.–20. Jh.), der Gesellschaftsgeschichte der bildenden Künste (17.–20. Jahrhundert mit besonderer Berücksichtigung Wiens), der Geschichte der Schule (19.–20. Jahrhundert mit besonderer Berücksichtigung der österreichischen Schulgeschichte) und der Geschichte des Lebenszyklus.

## Vermittlung
Hubert Christian Ehalt war seit 1969 in der Bildungs- und Vermittlungsarbeit tätig. Seine diesbezüglichen Aktivitäten umfassten Vorträge, Konzeption und Leitung von Workshops, Seminaren und Tagungen, Exkursionen, intermediale Veranstaltungen, Führungen, Leitung von Kunstreisen und Sommerseminaren etc.
Zu den von ihm gegründeten Veranstaltungsreihen zählen neben den „Wiener Vorlesungen“ die „Wiener Vierteltouren“, ein Veranstaltungsprojekt der Stadt Wien zur historisch-ethnographisch-literarischen Erkundung Wiens gegen den Strich der Mythen und Klischees, die „Stadtwerkstatt“ der Verwaltungsakademie der Stadt Wien sowie Veranstaltungen zur Vernetzung von Wissenschaft und Verwaltung. Ein weiteres von Ehalt ins Leben gerufene Wissenschaftsvermittlungsprojekt ist der Wissenschaftskompass, das Wissenschaftsprogrammheft Wiens.

## Universitäre Lehre
Hubert Christian Ehalt hat Kulturwissenschaften in einem breiten thematischen Spektrum studiert und absolviert und in dichter Folge an unterschiedlichen Institutionen – Volkshochschulen, Berufsförderungsinstitut, Lehreraus- und -weiterbildung – unterrichtet, mit dem Ziel der Entwicklung neuer inhaltlicher Dimensionen und einer Emanzipation fördernden Bildung. Auf dieser Erfahrungsbasis begann Ehalt im Jahr 1980 eine ununterbrochene universitäre Lehrtätigkeit – im Bereich der Geschichte der Neuzeit mit Schwerpunkten der Wirtschafts- und Sozialgeschichte und der Kulturgeschichte. Aktuelle Entwicklungen der Geschichtswissenschaft hat er mit Lehrveranstaltungen zu kulturwissenschaftlichen Themen und zur historischen Anthropologie – ab 1996 leitete er das Institut für historische Anthropologie – mitgeprägt. Charakteristisch für seine Zugangsweise war die interdisziplinäre Behandlung von Themen, die Geschichte, Wirtschaft, Gesellschaft und Politik als gleichwertige Impulsgeber zur Erklärung historischer Entwicklungen und Prozesse heranzieht. Ehalt lehrte an der Universität Wien (ab 1980), an der Johannes-Kepler-Universität Linz (1983/84), an der Universität für künstlerische und industrielle Gestaltung Linz (von 1995 bis 1999), an der Wirtschaftsuniversität (von 1992 bis 2004 in loser Folge), an der Akademie der bildenden Künste Wien (von 1995/96 bis 2001/02 biennal), an der Universität Innsbruck (2001 und 2005) und an der Universität für angewandte Kunst Wien (1999 als Gastprofessor und seit 2001 als Honorarprofessor).

## Auszeichnungen und Ehrungen
- 1978: Förderungspreis der Arbeiterkammer Wien für die Dissertation „Ausdrucksformen absolutistischer Herrschaft“
- 1979: Förderungspreis der Stadt Wien für Wissenschaft und Volksbildung
- 1981: Theodor-Körner-Preis
- 1997: Leopold-Kunschak-Preis
- 2000: Ehrenmedaille der Internationalen Nestroy Gesellschaft
- 2003: Goldenes Ehrenzeichen der Wirtschaftsuniversität Wien
- 2006: Ehrensenator der Technischen Universität Wien
- 2007: Medaille „Bene merito“ der Österreichischen Akademie der Wissenschaften
- 2008: Honorarprofessor an der Universität für angewandte Kunst Wien
- 2009: Honorarprofessor an der Technischen Universität Wien
- 2009: Ehrenmedaille der Internationalen Raimund Gesellschaft
- 2012: Ehrensenator der Universität für Bodenkultur Wien
- 2013: Ehrenmitglied der Gesamtakademie, Österreichische Akademie der Wissenschaften[6]
- 2013: Österreichischer Staatspreis für Erwachsenenbildung
- 2015: Chevalier dans l’Ordre des Arts et des Lettres[7]
- 2015: Ehrenmitglied des Orchesters Wiener Akademie[8]
- 2015: Ehrenzeichen des Europäischen Forums Alpbach[9]
- 2015: Österreichisches Ehrenkreuz für Wissenschaft und Kunst I. Klasse[10]
- 2016: Großes Ehrenzeichen der Wiener Ärztekammer[11]
- 2016: Ehrenbürger der Universität Wien[12]
- 2018: Großes Silbernes Ehrenzeichen für Verdienste um das Land Wien[13]
- 2019: Festschrift für Hubert Christian Ehalt zum 70. Geburtstag[14]

## Schriften
Ehalt war seit 1976 Autor und Herausgeber zahlreicher Publikationen im Bereich der Gesellschafts-, Geschichts- und Kulturwissenschaften, Mitgründer und -gesellschafter des wissenschaftlichen Autorenverlages „Verlag für Gesellschaftskritik“ (1980), Gründer mehrerer Buchreihen, u. a. „Kulturjahrbuch. Wiener Beiträge zu Kulturwissenschaft und Kulturpolitik“ (1982), „Kulturstudien. Bibliothek der Kulturgeschichte“ gemeinsam mit Helmut Konrad (1984), „Historisch-anthropologische Studien“ (1996), „Bibliotheca aurea“ (2001) sowie acht Buchreihen der Wiener Vorlesungen.
- Ausdrucksformen absolutistischer Herrschaft. Der Wiener Hof im 17. und 18. Jahrhundert (= Sozial- und wirtschaftshistorische Studien, Band 14). Verlag für Geschichte und Politik, Wien / Oldenbourg, München 1980, ISBN 3-7028-0153-7 / ISBN 3-486-42371-1 (Oldenbourg) (Dissertation Universität Wien 1978, 256 Seiten).
- Geschichte von unten. 1984.
- Zwischen Natur und Kultur. Zur Kritik biologistischer Ansätze. 1985.
- Wiener Beiseln. 1985.
- Glücklich ist, wer vergißt … Das andere Wien um 1900. 1986.
- mit Manfred Chobot, Gero Fischer (Hrsg.): Das Wiener Donaubuch. Ein Führer durch Alltag und Geschichte am Strom. Wien, Edition S, Wien 1987, ISBN 3-7046-0085-7.
- mit Manfred Chobot, Rolf Schwendter: Essen und Trinken. Kulturjahrbuch Nr. 7. Verlag für Gesellschaftskritik, Wien 1988, ISBN 3-900351-93-7.
- Volksfrömmigkeit. 1989.
- Kult und Kultur des Ausstellens. 1992.
- mit Horst Eberhard Richter: Zur Epidemie der Gewalt. 1995.
- Inszenierung der Gewalt. 1996.
- mit Horst Eberhard Richter: Anfang und Ende der Egomanie. 2004.
- mit Gerhard Botz, Eric Hobsbawm, Jürgen Kocka, Ernst Wangermann: Geschichte: Möglichkeit für Erkenntnis und Gestaltung der Welt. 2008.
- mit Eric J. Hobsbawm: Kunst und Kultur am Ausgang des 20. und am Beginn des 21. Jahrhunderts. 2008.
- mit Rolf Graber, Harm Klueting und Jean Mondot: Aufklärung und Moderne, 2008.
- Kritik und Utopie. Positionen & Perspektiven, mit Wilhelm Hopf und Konrad Paul Liessmann, 2009.
- mit Jean Mondot (Hrsg.): Was blieb vom Josephinismus? Zum 65. Geburtstag von Helmut Reinalter, Innsbruck University Press, Innsbruck 2010.
- mit Friedrich Stadler, Edward Timms und Heidemarie Uhl: Schorskes Wien. Eine Neuerfindung, 2012.
- mit Konrad Paul Liessmann und Robert Pfaller: Kunst, Wissenschaft und Wirtschaft im Diskurs, 2013.
- mit Jürgen Habermas, Ulrich H. J. Körtner und Peter Kampits: Biologie und Biotechnologie – Diskurse über eine Optimierung des Menschen, 2014.
- mit Stéphane Gompertz, Kathrin Röggla: Höflichkeit heute. Zwischen Manieren, Korrektheit und Respekt. Podiumsgespräch am 21. August 2015 im Rahmen des Europäischen Forums Alpbach (= Wiener Vorlesungen im Rathaus, Band 175). Picus, Wien 2015, ISBN 978-3-85452-575-2.
- mit Franz X. Eder und Suleika Mundschitz: Sex zwischen Befreiung und neuer Disziplinierung (= Wiener Vorlesungen im Rathaus, Band 181). Picus, Wien 2016, ISBN 978-3-7117-3001-5.
- mit Konstanze Fliedl, Daniela Strigl: Ruth Klüger und Wien (= Wiener Vorlesungen im Rathaus, Band 182). Picus, Wien 2016, ISBN 978-3-7117-3002-2.
- Wiener Wissen. Entwicklungen, Projekte, Impulse (= Enzyklopädie des Wiener Wissens, Band XXV). Bibliothek der Provinz, Weitra 2017, 288 Seiten, ISBN 978-3-99028-628-9.